# 以色列行政区划
以色列行政区划包括六个行政区（括号内为首府）：
- 耶路撒冷区（耶路撒冷）
- 北部区（拿撒勒）
- 海法区（海法）
- 中央区（拉姆拉）
- 特拉维夫区（特拉维夫）
- 南部区（贝尔谢巴）
- 犹地亚-撒马利亚区（阿里埃勒）

## 耶路撒冷區
耶路撒冷是以色列六个行政区之一，面积652平方公里，人口约85万（2006年），其中犹太人占68%、阿拉伯人占30%。东耶路撒冷是1967年中东战争被以色列占领，现被并入耶路撒冷区，但巴勒斯坦国设为西岸地区十一省之一的耶路撒冷省；东耶路撒冷面积335平方公里，人口328,601。首府耶路撒冷，面积126平方公里，人口617,042。

## 北部區
北部區（希伯來語：מחוז הצפון‎）是以色列六個行政區之一（不計約旦河西岸），包括原巴以1947年分治時劃分的巴勒斯坦地區北部阿拉伯區，面積3,324平方公里（未包括戈蘭高地1,154平方公里，如計入則為4,478平方公里）。本區與黎巴嫩、敘利亞、約旦、巴勒斯坦相連。首府拿撒勒。

## 中央区
中央区是以色列六个行政区之一，首府拉姆拉。
面积1,276km²；人口约161万（2005年），其中犹太人占88%、阿拉伯人占8%。

## 海法区
海法区是以色列六个行政区（不計約旦河西岸）之一，面积864平方公里，首府海法。
2011年人口926,700，其中233,000（25.1%）是阿拉伯人，642,700（69.4%）是猶太人，其他51,000（5.5%）。以宗教信仰劃分，642,700（69.4%）是猶太人，192,300（20.8%）是穆斯林，24,300（2.6%）是德魯茲人，22,900（2.5%）是基督教徒，未分類44,400（4.8%）。

## 特拉维夫区
特拉维夫区是以色列六个行政区之一，面积171km²，人口1,139,980。首府特拉维夫，人口约120万，其中犹太人占99%、阿拉伯人占1%。

## 南部区
南部区是以色列六个行政区之一，位于以色列南部。南部区是以色列面积最大的行政区，面积14,185平方公里。亚喀巴湾唯一港口埃拉特位于本区。本区与约旦、巴勒斯坦、埃及接壤。本区的海是地中海(大西洋)、红海(印度洋)。
首府贝尔谢巴。人口约100万，其中犹太人占86%、阿拉伯人占14%。